# Pierre Brabant
Pierre Brabant est un pianiste et compositeur québécois, né à Montréal le 26 août 1925 et mort le 29 août 2014  à l'hôpital de Sainte-Agathe-des-Monts.

## Biographie
Pierre Brabant fait des études de piano avec Raymond David et J.-Élie Savaria (1942-43) avant de s'inscrire au Conservatoire de musique de Montréal (1951-52). Il étudie aussi l'orgue avec Marcel Dupré (Paris, 1949) et Eugène Lapierre (1957). Son meilleur professeur de piano a été Germaine Malépart du Conservatoire de musique de Montréal qui lui enseigna comment travailler l'instrument.Très jeune, il se produit en récital et gagne peu après le premier prix du concours radiophonique « Les Talents de chez-nous », toujours à la SRC.
Après un séjour à Paris (1947-48), il entreprend une tournée de 78 récitals au Canada, interprétant notamment ses propres œuvres, dont Sonatine en do,  Caprice laurentien, Cinq Cantilènes et Cinq Églogues. Au lendemain de son récital à l'auditorium Le Plateau à Montréal, Jean Vallerand écrit dans Le Devoir du 20 novembre 1952 : « Pierre Brabant est un magnifique pianiste et un bel artiste. Il est aussi un compositeur très intelligent, sensible, doué d'un solide métier et qui a quelque chose à dire. »
Il a composé la musique d'un ballet, La Gaspésienne (1949), chorégraphie de Ruth Sorel, créé à Montréal puis dansé à Toronto, New York et à l'Opéra de Varsovie (1950). À la télévision de la SRC, il participe à « L'Heure du concert » (1954) et autres émissions. Plus tard, il aborde la musique pop avec Jean-Pierre Ferland, pour qui il écrit la musique de Feuilles de gui, primée à « Chansons sur mesure » à la SRC et à Bruxelles (1962).
Il compose ensuite les indicatifs musicaux de plusieurs émissions pour enfants de la SRC (Tour de terre, Au clair soleil, Soleil et jours de pluie, La Souris verte) et participe, comme compositeur et pianiste, à l'enregistrement de nombreux disques pour enfants, notamment 20 Contes pour enfants par Lucille Desparois (Tante Lucille) (RCA Gala KTL-2-7020-1-4). Il est le directeur musical et arrangeur sur les disques de Jean-Paul Filion, Hervé Brousseau, Georges Dor et Félix Leclerc. Il compose aussi la musique du populaire téléroman Rue des Pignons, dont il enregistre la chanson thème (Sel. SSP-24161) et exécute la musique d'ambiance (1967-78). À partir de 1987, il accompagne la basse Joseph Rouleau. À ce titre, il a pris part notamment aux récitals de ce dernier consacrés aux chansons de Félix Leclerc.
Il meurt à l'hôpital de Sainte-Agathe-des-Monts le 29 août 2014 . La célébration de sa vie a lieu à Saint-Faustin, le 8 septembre 2014, dans Les Laurentides.
Pierre Brabant est le père de la sage-femme pionnière Isabelle Brabant et l'oncle du mathématicien franco-canadien Simon Plouffe.